# Dilemma corneliano
Un dilemma corneliano (in francese: dilemme cornélien o choix cornélien) è un dilemma in cui qualcuno è obbligato a scegliere fra due corsi di azione entrambi inaccettabili in quanto ciascuno di essi avrà un effetto dannoso sull'agente o su qualcuno a lui vicino. Nella drammaturgia classica, un tale dilemma si sostanzia in una situazione tipica in cui un protagonista si trovi a fare esperienza di un conflitto interiore che lo forza a scegliere fra due opzioni inconciliabili, come amore e onore, o desiderio e dovere.
Il dilemma corneliano prende il nome dal drammaturgo francese Pierre Corneille, nella cui opera Le Cid (1636) il protagonista, Rodrigo, è lacerato fra due inclinazioni: da una parte il voler essere meritevole dell'amore della sua sposa Chimène; dall'altra, il desiderio di vendicare il proprio padre dall'onta inflittagli dal padre di lei. Rodrigo può ottenere la vendetta solo perdendo così l'amore della sua amata, oppure rinunciare alla vendetta e perdere l'onore di fronte alla sua famiglia e alla stessa amata.

## Nei media e nella cultura di massa
Il dilemma corneliano è una situazione che si incontra in vari film:
- Star Trek: Voyager, nell'episodio Immagine latente;
- Batman Forever, quando l'Enigmista obbliga Batman a scegliere se salvare Chase o Robin;
- Il cavaliere oscuro, quando il Joker obbliga Batman a scegliere se salvare Rachel o Harvey Dent;
- Spider-Man, quando Goblin obbliga il protagonista a scegliere se salvare Mary Jane o dei civili innocenti.